# Курсанов, Дмитрий Николаевич
Дми́трий Никола́евич Курса́нов (1 (13) апреля 1899, Москва — 12 июня 1983, там же) — советский химик-органик, доктор химических наук, член-корреспондент Академии наук СССР (1953), лауреат Ленинской премии (1963).

## Биография
Родился 1 (13) апреля 1899 года в Москве в семье преподавателя кафедры аналитической и органической химии Московского университета Николая Ивановича Курсанова (1874—1921), ученика В. В. Марковникова, первооткрывателя циклогексилбензола и старшего брата ботаника Льва Курсанова (сын последнего стал известным биохимиком). Мать — Софья Григорьевна Курсанова.
В 1917 году окончил гимназию в Москве и поступил на естественное отделение физико-математического факультета Московского университета. С 1920 по 1923 годы служил табельщиком девятого железнодорожного дивизиона. В 1924 году окончил МГУ по специальности «органическая химия», был учеником С. С. Намёткина.
В 1924—1927 годах преподавал в Московском химическом техникуме им. Л. Я. Карпова, после, в 1927—1929 годах — на химическом факультете МГУ, в 1930—1931 годах — на московских курсах Всесоюзного объединения искусственного волокна. Параллельно преподаванию в 1928—1929 годах работал химиком в Научно-исследовательском нефтяном институте в Москве, в 1930—1932 годах — ассистентом в Институте тонкой химической технологии.
В 1931—1935 гг. состоял доцентом, а в 1935—1953 гг. — профессором и заведующим кафедрой органической химии Московского текстильного института.
В 1935 году ему были присвоены степень кандидата химических наук (без защиты диссертации) и учёное звание профессор по кафедре химии Московского текстильного института.
В 1942—1943 годах (согласно другим источникам, в 1941—43 годах) работал старшим научным сотрудником Базы Академии наук СССР по изучению Севера в эвакуации в г. Сыктывкар.
7 декабря 1943 года защитил докторскую диссертацию на тему «Исследование в области непредельных соединений, спиртов и их производных. Некоторые реакции изомеризации и конденсации под влиянием хлористого алюминия».
Работал старшим научным сотрудником (1943—1953) и заведующим лабораторией изотопов (1953—1954) Института органической химии им. Н. Д. Зелинского АН СССР, заведующим Сектором органической химии Всесоюзного института научно-технической информации Госкомитета Совета Министров СССР по науке и технике и АН СССР (1953—1979), заведующим лабораторией механизмов реакций Института элементоорганических соединений АН СССР (1954—1983). В 1951-53 годах преподавал в Московском институте цветных металлов и золота.
23 октября 1953 г. избран членом-корреспондентом АН СССР по Отделению химических наук (органическая химия и химия меченых атомов).
Состоял членом Консультативного совета по машинным информационно-логическим методам химии АН СССР (1960—1961), членом Редакционно-издательского совета АН СССР (1962—1964), председателем Секции реакционной способности и механизма реакций Научного совета по химической кинетике и строению АН СССР (с 1964), членом Экспертной комиссии по присуждению премии им. А. М. Бутлерова (с 1966).
С 1953 по 1979 г. заведовал сектором органической химии реферативного журнала «Химия» Всесоюзного института научной и технической информации (ВИНИТИ).
Умер 12 июля 1983 года в Москве.

## Научная деятельность
Основное направление его научных работ связано с изучением реакционной способности органических соединений, в частности механизма дегидратации спиртов, механизма реакций, катализируемых хлористым алюминием, реакции расщепления и обмена четвертичных аммониевых соединений.
- Открыт ряд новых, практически ценных реакций по образованию гидрофобных производных целлюлозы и реакций химического крашения целлюлозы.
- Один из основателей современной физической органической химии, химии ионов карбония и карбоциклических небензоидных ароматических соединений.
- Разработал метод изотопного обмена водорода, с помощью которого изучена реакционная способность широкого круга органических и металлоорганических соединений.
- Открыл реакцию ионного гидрирования и гидроалкилирования ненасыщенных соединений[2] (реакция Курсанова-Парнес).
- Написал ряд работ по изучению внутримолекулярного взаимного влияния атомов в органических соединениях методом изотопного обмена.
- Автор научного открытия «Электрофильное ионное гидрирование»[1].

## Сочинения
- Опыт применения ксантогенового метода к дегидратации бензилового спирта, «Журнал Русского физ.-хим. об-ва. Часть химическая». 1926, т. 57, вып. 6—9 (совм. с С. С. Наметкиным);
- О бензилиден-циклогексане, «Журнал общей химии», 1931, т. 1, вып. 7;
- О новом типе реакции конденсации под влиянием хлористого алюминия, «Доклады АН СССР», 1942, т. 36, № 1 (совм. с Р. Р. Зельвиным);
- О реакциях обмена и расщепления в группе четвертичных солей аммония…, «Известия АН СССР. Отд. хим. наук», 1948, № 2 (совм. с др.);
- Некоторые новые данные о реакциях водородного обмена свободных органических радикалов и ионов, «Успехи химии», 1954, т. 23, вып. 6 (совм. с В. В. Воеводским);
- О реакции водородного обмена циклопентадиена, «Доклады АН СССР», 1950, т. 109, № 2 (совм. с З. Н. Парнес);
- Водородный обмен ионов карбония с кислотами и водородный обмен карбонильных соединений с окисью дейтерия в щелочной среде, «Украинский химический журнал», 1956, т. 22, вып. 1.[5]

## Награды
- Ленинская премия (1963)
- орден Трудового Красного Знамени (1953, 1969, 1975)
- медаль «За доблестный труд в Великой Отечественной войне 1941—1945 гг.» (1946)
- медаль «В память 800-летия Москвы» (1948)
- дипломом почёта ВДНХ СССР (1964)
- Почётная грамота Президиума АН СССР (1974)[1][6]